# Pachakutej iskay
Espèce
Synonymes
- Orobothriurus iskay Acosta & Ochoa, 2001

Pachakutej iskay est une espèce de scorpions de la famille des Bothriuridae.

## Distribution
Cette espèce est endémique du Pérou. Elle se rencontre dans les régions de Cuzco et d'Apurímac entre 2 800 et 3 000 m d'altitude.

## Description
Le mâle holotype mesure 25,4 mm et la femelle paratype 27,2 mm, les mâles mesurent de 24,7 à 26,8 mm.

## Systématique et taxinomie
Cette espèce a été décrite sous le protonyme Orobothriurus iskay par Acosta et Ochoa en 2001. Elle est placée dans le genre Pachakutej par Ochoa en 2004.

## Publication originale
- Acosta & Ochoa, 2001 : Two new species of Orobothriurus Maury, 1976 from Argentina and Peru, with comments on the systematics of the genus (Scorpiones: Bothriuridae). Scorpions 2001: in memoriam Gary A. Polis., British Arachnological Society, Burnham Beeches, p. 203-214.